# Florence Sancroft
Florence Adelaide Ives Sancroft (* 30. Dezember 1902 in London; † 22. Januar 1978 ebenda) war eine britische Schwimmerin.

## Karriere
Sancroft begann ihre Karriere auf nationaler Ebene. 1919 siegte sie im Alter von 16 Jahren bei den Meisterschaften der Southern Counties über 100 Yards Freistil. Ein Jahr später nahm sie an den Olympischen Spielen in Antwerpen teil. Im Wettbewerb über 300 m Freistil erreichte sie als Fünfte ihres Vorlaufs das Finale nicht.
Neben dem Schwimmsport war sie für eine Schreibwarenfirma tätig.